# Niklas Schmidt
Pour les articles homonymes, voir Schmidt.
Niklas Schmidt est un footballeur allemand, né le 1er mars 1998 à Cassel (Allemagne), évoluant au poste de milieu de terrain au Toulouse FC.

## Biographie

### En club
Il dispute son premier match de Bundesliga le 24 septembre 2016 face au VfL Wolfsburg. Lors de ce match, il distille une passe décisive à Theodor Gebre Selassie, ce qui permet de donner la victoire à son équipe.
Le 4 août 2023, Schmidt signe un contrat de quatre ans au club français du Toulouse FC pour un montant de transfert estimé à 2,5 millions d'euros.

### En équipe nationale
Avec les moins de 17 ans, il participe au championnat d'Europe des moins de 17 ans en 2015. Lors de cette compétition, il joue cinq matchs. Il marque un but contre la Belgique puis délivre une passe décisive contre la Slovénie en phase de poule. L'Allemagne s'incline en finale face à l'équipe de France.
Il dispute ensuite quelques mois plus tard la Coupe du monde des moins de 17 ans organisée au Chili. Lors du mondial junior, il joue quatre matchs. L'Allemagne s'incline en huitièmes de finale face à la Croatie.

## Statistiques
| Saison                | Club                  | Championnat           | Championnat | Championnat | Championnat | Coupe(s) nationale(s) | Coupe(s) nationale(s) | Coupe(s) nationale(s) | Compétition(s) continentale(s) | Compétition(s) continentale(s) | Compétition(s) continentale(s) | Compétition(s) continentale(s) | Autre(s) compétition(s) | Autre(s) compétition(s) | Autre(s) compétition(s) | Total | Total | Total |
| Saison                | Club                  | Division              | M.          | B.          | P.d.        | M.                    | B.                    | P.d.                  | Comp.                          | M.                             | B.                             | P.d.                           | M.                      | B.                      | P.d.                    | M.    | B.    | P.d.  |
| 2016-2017             | Werder Brême          | Bundesliga            | 1           | 0           | 1           | -                     | -                     | -                     | -                              | -                              | -                              | -                              | -                       | -                       | -                       | 1     | 0     | 1     |
| Sous-total            | Sous-total            | Sous-total            | 1           | 0           | 1           | 0                     | 0                     | 0                     | -                              | 0                              | 0                              | 0                              | 0                       | 0                       | 0                       | 1     | 0     | 1     |
| 2018-2019             | SV Wehen (prêt)       | 3.Liga                | 33          | 5           | 11          | 2                     | 1                     | 0                     | -                              | -                              | -                              | -                              | 5                       | 2                       | 0                       | 40    | 8     | 11    |
| Sous-total            | Sous-total            | Sous-total            | 33          | 5           | 11          | 2                     | 1                     | 0                     | -                              | 0                              | 0                              | 0                              | 5                       | 2                       | 0                       | 40    | 8     | 11    |
| 2019-2020             | VfL Osnabrück (prêt)  | 2.Bundesliga          | 25          | 5           | 1           | -                     | -                     | -                     | -                              | -                              | -                              | -                              | -                       | -                       | -                       | 25    | 5     | 1     |
| 2020-2021             | VfL Osnabrück (prêt)  | 2.Bundesliga          | 20+2        | 1+0         | 0           | 2                     | 0                     | 0                     | -                              | -                              | -                              | -                              | -                       | -                       | -                       | 24    | 1     | 0     |
| Sous-total            | Sous-total            | Sous-total            | 47          | 6           | 1           | 2                     | 0                     | 0                     | -                              | 0                              | 0                              | 0                              | 0                       | 0                       | 0                       | 49    | 6     | 1     |
| 2021-2022             | Werder Brême          | 2.Bundesliga          | 25          | 2           | 1           | 1                     | 0                     | 0                     | -                              | -                              | -                              | -                              | -                       | -                       | -                       | 26    | 2     | 1     |
| 2022-2023             | Werder Brême          | Bundesliga            | 24          | 3           | 0           | 1                     | 0                     | 0                     | -                              | -                              | -                              | -                              | -                       | -                       | -                       | 25    | 3     | 0     |
| Sous-total            | Sous-total            | Sous-total            | 49          | 5           | 1           | 2                     | 0                     | 0                     | -                              | 0                              | 0                              | 0                              | 0                       | 0                       | 0                       | 51    | 5     | 1     |
| 2023-2024             | Toulouse FC           | Ligue 1               | 15          | 1           | 0           | 1                     | 0                     | 0                     | C3                             | 5                              | 0                              | 0                              | -                       | -                       | -                       | 21    | 1     | 0     |
| Total sur la carrière | Total sur la carrière | Total sur la carrière | 145         | 17          | 13          | 7                     | 1                     | 0                     | -                              | 5                              | 0                              | 0                              | 5                       | 2                       | 0                       | 162   | 20    | 13    |

## Palmarès

### En club
Werder Brême
- Championnat d'Allemagne D2
  - Vice-champion : 2022

### En sélection
- Finaliste du championnat d'Europe des moins de 17 ans en 2015 avec l'équipe d'Allemagne des moins de 17 ans